# Landschaftsschutzpark Unteres Odertal

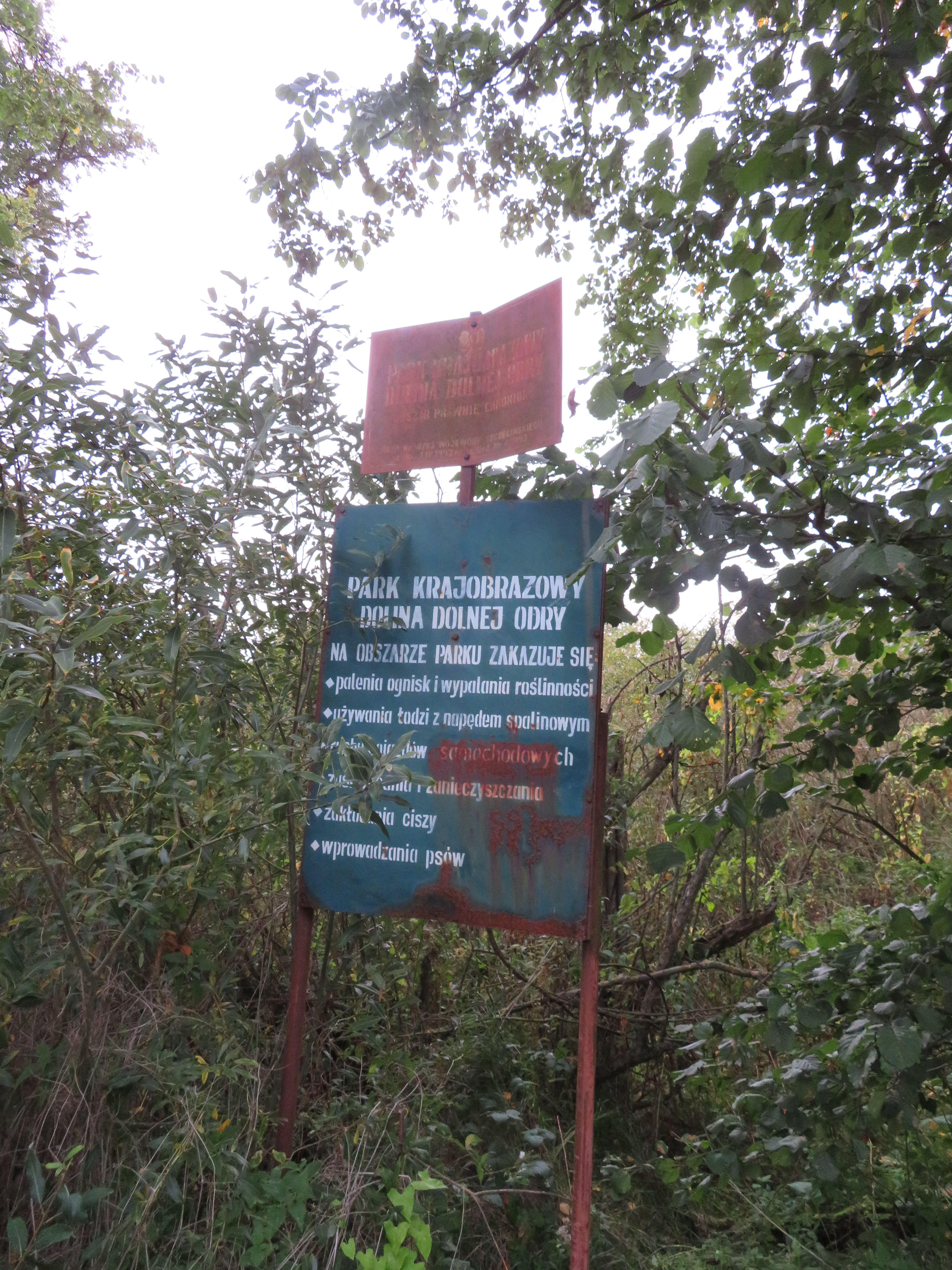
Altes Schild vom Landschaftsschutzpark Unteres Odertal

Der polnische Landschaftsschutzpark Unteres Odertal (Park Krajobrazowy Dolina Dolnej Odry) befindet sich in der Woiwodschaft Westpommern nördlich von Widuchowa (Fiddichow) und südlich von Szczecin (Stettin) zwischen dem Ost- und Westarm der Oder in den Landkreisen Gryfino (Greifenhagen) und Police (Pölitz), unweit vom Kohlekraftwerk Unteroder.
Mit dem Park wird das größte noch intakte Überflutungsmoor Mitteleuropas geschützt. 81 % dieses Zwischenstromlandes sind offene Sumpfvegetation, 4 % werden von Moorwäldern bedeckt und ca. 12 % machen Gewässer aus.
Das Schutzgebiet wurde 1993 gegründet und umfasst eine Fläche von 6009 ha und eine weitere Pufferzone von 1149 ha. Der Sitz der Verwaltung befindet sich in Gryfino. Zusammen mit dem deutschen Nationalpark Unteres Odertal bildet der Landschaftsschutzpark das Kerngebiet des deutsch-polnischen Internationalparks Unteres Odertal.
Im Park befinden sich drei Naturschutzgebiete:
- Kurowskie Błota (Sumpf bei Kurow): 1965 gegründet, 31 ha groß, ursprünglich zum Schutz einer Kormorankolonie gegründet, jedoch mittlerweile von ca. 600 Paar Graureihern bewohnt,
- Kanał Kwiatowy (Blütenkanal): 1976 gegründet, 3 ha groß, Altarm der Oder, dient der Erhaltung von seltenen Wasser- und Sumpfpflanzen wie Gemeiner Schwimmfarn und Europäische Seekanne,
- Klucki Ostrów (Insel bei Klucz): 1994 gegründet, 49,7 ha groß, weist neben einer natürlichen Auenvegetation, welche periodisch überflutet wird, eine Brutkolonie der Lachmöwe auf.